# Piet Bosman
Piet Bosman (* 3. November 1936 in Rotterdam; † 15. November 2014) war ein niederländischer Fußballschiedsrichter.

## Sportlicher Werdegang
Bosman rückte 1975 zum Schiedsrichter in der Eredivisie auf, in der er bis 1985 Spiele leitete. Insgesamt verzeichnete er dabei 114 Erstligaeinsätze, gegen Ad de Wert von Helmond Sport sprach er dabei im Februar 1983 seinen einzigen Platzverweis aus. Parallel kam er auch im KNVB-Pokal zum Einsatz, wo er zum Abschluss seiner Laufbahn im Pokalwettbewerb 1984/85 das durch einen Treffer von John van Loen in der Nachspielzeit mit 1:0 zugunsten des FC Utrecht entschiedene Finalspiel gegen Helmond Sport leitete.